# Zeneggen
Zeneggen (toponimo tedesco) è un comune svizzero di 280 abitanti del Canton Vallese, nel distretto di Visp.

## Geografia fisica
Zeneggen si trova nella Vispertal.

## Monumenti e luoghi d'interesse

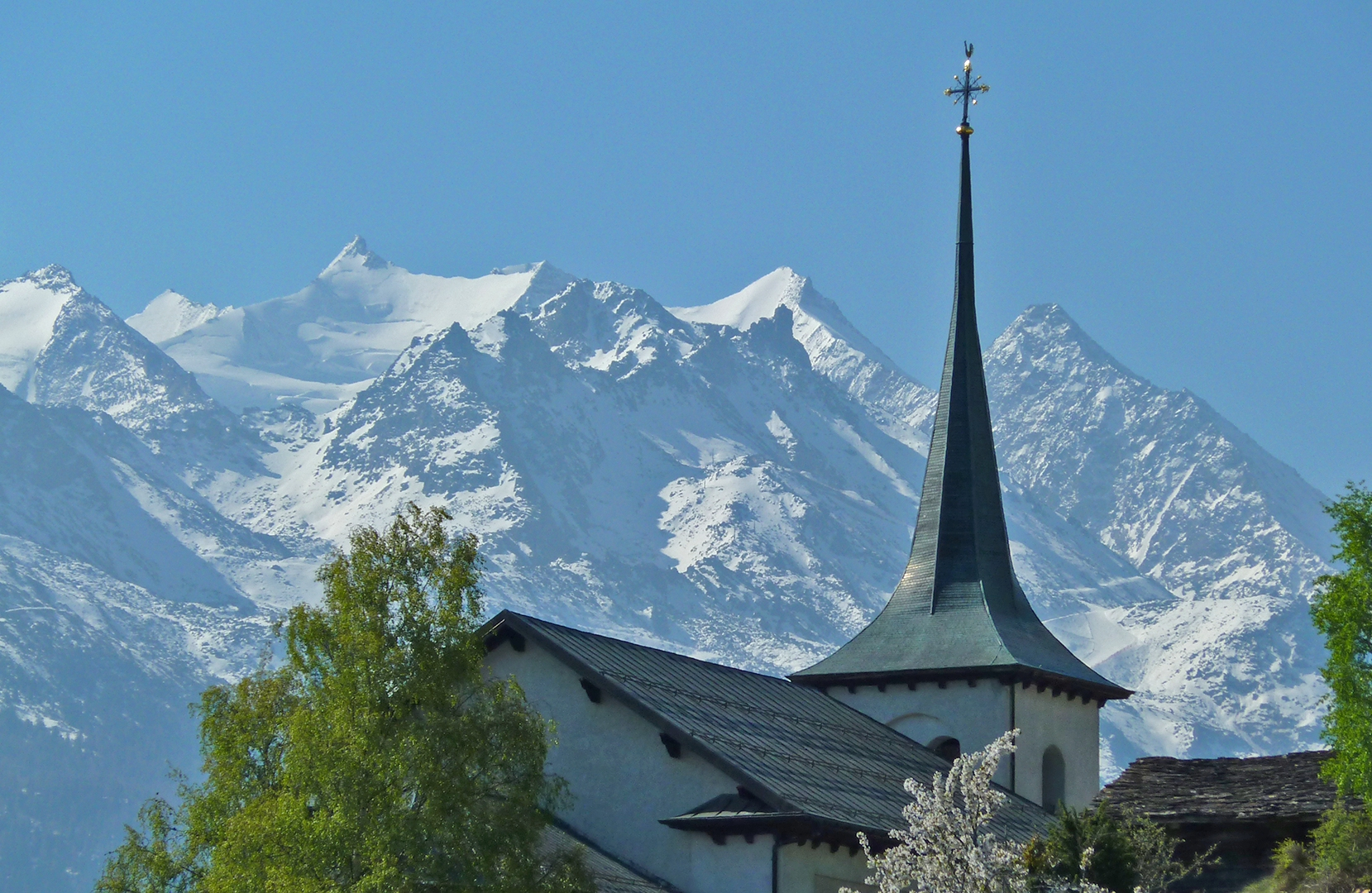
La chiesa dell'Assunzione

- Chiesa parrocchiale cattolica dell'Assunzione, eretta nel 1879[1].

## Società

### Evoluzione demografica
L'evoluzione demografica è riportata nella seguente tabella:
Abitanti censiti

## Geografia antropica

### Frazioni
- Eggen
- Im Esch
- Schulmatten
- Sisetsch
- Stadlen
- Unterbiel
- Widum
- Winkelried

## Amministrazione
Ogni famiglia originaria del luogo fa parte del cosiddetto comune patriziale e ha la responsabilità della manutenzione di ogni bene ricadente all'interno dei confini del comune.